# اچ‌دی ۱۹۲۶۸۵
اچ‌دی ۱۹۲۶۸۵ یک ستاره است که در صورت فلکی روباهک قرار دارد.